# Mама и тата се играју рата (2. сезона)
Друга сезона тв серије Мама и тата се играју рата емитoвана је од 17. децембра 2022 до 15. јануара 2023. године на каналу РТС 1 и састоји се од 10 епизода.

## Радња
Духовита и емотивна прича о глумцу Вељку Радисављевићу и његовој породици се наставља три године касније. Жеље главних ликова су се обистиниле, а уз њих и старо правило - "пази шта желиш, можда се и оствари"...
У наставку серије главни јунак, Вељко Радисављевић добија вест да му је преминуо отац, те мора да се врати са далеке Камчатке у Београд, након три године одсуства. По повратку открива многе породичне дуго скриване истине и остаје дуже него што је првобитно планирао. За те три године много ствари се променило у животима јунака које смо упознали у првој сезони.
Нове епизоде прате емоционална превирања и кризу породице Радисављевић, која кулминира озбиљним променама у начину живота Вељка и Јадранке који су се развели али су свесни да морају и даље да деле све проблеме везане за одрастање њихове ћерке Виде.

## Епизоде
| Бр. еп. (укупно) | Бр. еп. (у сезони) | Наслов                                | Редитељ          | Сценариста                                  | Премијера          |
| --- | ------------------ | ------------------------------------- | ---------------- | ------------------------------------------- | ------------------ |
| 11 | 1                  | Овде се ништа није променило          | Гордан Кичић     | Гвозден Ђурић Марко Манојловић Гордан Кичић | 17. децембар 2022. |
| Главни јунак Вељко Радисављевић добија вест да му је преминуо отац и мора да се врати, после три године одсуства, са далеке Камчатке и снимања серије у Београд. Док је Вељко био одсутан његова бивша супруга, Јадранка, добила је сина Лава, са својим новим партнером - Дејаном. Вељко је потресен због очеве смрти и тражи подршку од својих најближих пријатеља, али се испоставља да су сви они презаузети својим свакодневним обавезама. На Вељку је сада велики терет - да се заиста суочи са губитком оца. |                    |                                       |                  |                                             |                    |
| 12 | 2                  | Треба бити нигде                      | Мина Ђукић       | Гвозден Ђурић Марко Манојловић Гордан Кичић | 18. децембар 2022. |
| Док је Вељко био на снимању серије на Камчатки његова ћерка Вида је попустила у школу. Вељка и његову бившу супругу Јадранку, учитељица позива у школу на разговор. Учитељица је незадовољна због тога што Вида измишља разне ствари и представља их као истину. Вељко се посвађа са учитељицом, јер сматра да је то заправо доказ Видине маштовитости. Још више Вељко се изнервира кад схвати да је на комеморацију поводом смрти његовог оца дошло свега неколико људи. |                    |                                       |                  |                                             |                    |
| 13 | 3                  | Приоритети                            | Мина Ђукић       | Гвозден Ђурић Марко Манојловић Гордан Кичић | 24. децембар 2022. |
| Дејан, бивши Јадранкин партнер, саопштава њеним редитељима да се Вељко уселио у Јадранкин стан. Дејану не смета то што се она поново виђа са Вељком, слободна је жена, али се брине због тога како ће то да утиче на Лава, његовог сина којег је добио са Јадранком. Вељко оде код адвоката Косте Парошког, који му саопшти да је он организовао све у вези са сахраном Жарка, Вељковог оца. Жаре је оставио Вељку касету са видео поруком која је својеврсна тестаментарна изјава. Вељко се депримира када чује прве речи те поруке. Жарко му се обраћа речима да му је жао што од њега није успео да направи човека. |                    |                                       |                  |                                             |                    |
| 14 | 4                  | Свечани оброк                         | Мина Ђукић       | Гвозден Ђурић Марко Манојловић Гордан Кичић | 25. децембар 2022. |
| На сахрани Вељковог оца, Жарка, дошла је бројна родбина из провинције. Вељко се на ручку после сахране упознаје са рођацима које никад раније није видео. Јадранка саопшти Вељку да је крајње време да саопшти њиховој ћерки, Види, да је Жарко умро. Вељко још увек није спреман да то учини. Током ручка многи гости се опраштају говорима од Жарка. То учини и Вељко, али ни у тој прилици не може да не замери оцу што му је у видео поруци рекао да жали што од њега, Вељка, није успео да направи човека. |                    |                                       |                  |                                             |                    |
| 15 | 5                  | Је ли може да не причамо о томе       | Мина Ђукић       | Гвозден Ђурић Марко Манојловић Гордан Кичић | 1. јануар 2023.    |
| После више дана одлагања Вељко је саопштио својој ћерци, Види, да је њен деда Жаре преминуо. Бивша Вељкова супруга, Јадранка, преоптерећена је послом у архитектонском бироу. Не може да води рачуна о несташном сину Лаву, којег је добила у вези са партнером, ветеринаром Дејаном. Приморана је да поведе Лава на посао. Сви запослени су одушевљени преслатким дечаком, све док Лав не почне да хода по столовима у бироу. |                    |                                       |                  |                                             |                    |
| 16 | 6                  | Слава ту д Славз                      | Мина Ђукић       | Гвозден Ђурић Марко Манојловић Гордан Кичић | 2. јануар 2023.    |
| Вељко је успешни глумац који је напустио снимање костимиране серије о Словенима на Камчатки да би дошао у Београд и присуствовао сахрани свог оца, Жарета. Међутим, Вељко у Београду остане знатно дуже него што је планирано, јер схвати да његова ћерка Вида има проблеме са школом и својом околином. Редитељ Андреас и продуценткиња не могу да поднесу толико Вељково одсуствовање са снимања и финансијске губитке које из тога проистичу, па одлуче да дођу у Београд. |                    |                                       |                  |                                             |                    |
| 17 | 7                  | Без анестезије                        | Мина Ђукић       | Гвозден Ђурић Марко Манојловић Гордан Кичић | 7. јануар 2023.    |
| Вељко је глумац који одлаже враћање на снимање серије о Словенима на Камчатки. Редитељ те серије, Андреас, долази у Београд да види шта се то догађа са Вељком. Кад се њих двојица сретну, Вељко му прича о својим приватним и породичним проблемима. Андреаса то уопште не занима. Од Вељка очекује да пре свега обави посао за који је плаћен - да што пре дође на снимање. Андреасу позли и Вељко га одведе у болницу. Вељкова бивша супруга, Јадранка, не може више да издржи притисак на послу и да отказ у архитектонској фирми.                                                                                 |                    |                                       |                  |                                             |                    |
| 18 | 8                  | Фрактура дисталног радијуса           | Марко Манојловић | Гвозден Ђурић Марко Манојловић Гордан Кичић | 8. јануар 2023.    |
| Глумцу, Вељку, дат је ултиматум. Мора следећег дана да се појави на снимању серије о Словенима на Камчатки или ће како му је запретио редитељ Андреас, да га тужи због наношења физичких озледа које му је Вељко нанео кад су се њих двојица потукли. Вељко позове свог пријатеља, адвоката Микија, да се посаветује са њим. Мики каже Вељку да је боље да он тужи Андреаса, који га је први напао. Мики оде код свог пријатеља доктора и тражи од њега да Вељку напише налаз како је претрпео тешку телесну повреду.                                                                                                  |                    |                                       |                  |                                             |                    |
| 19 | 9                  | Кад си болестан мораш да једеш здраво | Марко Манојловић | Гвозден Ђурић Марко Манојловић Гордан Кичић | 14. јануар 2023.   |
| Да би избегао плаћање великих пенала, јер се није на време вратио на снимање серије о Словенима на Камчатки, глумац Вељко лажира повреде које му је наводно нанео редитељ Андреас кад су се њих двојица потукли. Вељко оде са пријатељем, адвокатом Микијем, на састанак са продуценткињом серије. Мики каже да су Вељкове повреде толике да ће то трајно да угрози његову каријеру. Као сатисфакцију, Мики захтева финансијску одштету у износу од милион евра и тантијеме од приказивања сериије о Словенима. |                    |                                       |                  |                                             |                    |
| 20 | 10                 | Заборавићу све                        | Гордан Кичић     | Гвозден Ђурић Марко Манојловић Гордан Кичић | 15. јануар 2023.   |
| Вељкова и Јадранкина ћерка, Вида, је нестала. Њихови пријатељи помажу им да је пронађу, али од Виде нема ни трага ни гласа. Тај догађај наведе Вељка и Јадранку да преиспитају своје понашање. Иако су разведени њихов однос је и даље пун турбуленција. Вељко се најзад сети где би Вида могла да се сакрије - у кући његовог покојног оца, Жарета. Видин прави разлог да побеге од куће је то што је хтела да провери да ли ће родитељи приметити да је нама. |                    |                                       |                  |                                             |                    |